# Dúdar
Dúdar település Spanyolországban, Granada tartományban. Dúdar Quéntar, Beas de Granada, Granada, Pinos Genil és Güéjar Sierra községekkel határos. Lakosainak száma 373 fő (2024).

## Népesség
A település népessége az elmúlt években az alábbi módon változott:
| Lakosok száma | 286  | 297  | 292  | 335  | 322  | 340  | 347  | 330  | 362  | 373  |
|               | 2001 | 2004 | 2006 | 2009 | 2011 | 2014 | 2016 | 2019 | 2021 | 2024 |